# Pharsalia thibetana
Pharsalia thibetana är en skalbaggsart som beskrevs av Stefan von Breuning 1982. Pharsalia thibetana ingår i släktet Pharsalia och familjen långhorningar.
Artens utbredningsområde är Tibet. Inga underarter finns listade i Catalogue of Life.